# Erysimum sylvestre
Erysimum sylvestre là một loài thực vật có hoa trong họ Cải. Loài này được (Crantz) Scop. mô tả khoa học đầu tiên năm 1772.